# Conquista (kommunhuvudort)
Conquista är en kommunhuvudort i Spanien.   Den ligger i provinsen Province of Córdoba och regionen Andalusien, i den centrala delen av landet, 230 km söder om huvudstaden Madrid. Conquista ligger 594 meter över havet och antalet invånare är 494.
Terrängen runt Conquista är huvudsakligen platt, men åt nordost är den kuperad. Conquista ligger nere i en dal. Runt Conquista är det mycket glesbefolkat, med 3 invånare per kvadratkilometer. Närmaste större samhälle är Villanueva de Córdoba, 14,1 km sydväst om Conquista. Omgivningarna runt Conquista är huvudsakligen savann.